# Epiglottitis
Epiglottitis is een ontsteking van het strotklepje, de epiglottis. Dit is een klepje van kraakbeen en bindweefsel dat bij het slikken de luchtweg afsluit zodat er geen voedsel of drank in de luchtpijp komt. Door een snelle zwelling van de epiglottis en de daaromheen gelegen structuren kan een plotse ademhalingsobstructie ontstaan. Dit afsluiten van de luchtweg kan bij epiglottitis ontzettend snel verlopen, in het verloop van enkele uren kan een stabiele ademhaling evolueren naar een ernstig medisch noodgeval. Hierom wordt er na het stellen van de diagnose meestal overgegaan tot een snelle ziekenhuisopname.
Historisch gezien werd epiglottitis meestal veroorzaakt door de bacterie Haemophilus influenzae type b en kwam het meest voor bij kinderen tussen de twee en vijf jaar. In gebieden waar vaccinatie voor Hib ingeburgerd is zien we een spectaculaire daling van de incidentie van epiglotitis bij kinderen en is de meest voorkomende patiënt een man van middelbare leeftijd. Bij volwassenen is de hib-bacterie in ongeveer 25% van de gevallen verantwoordelijk. Andere gekende bacteriële verwekkers van epiglottitis zijn H parainfluenzae, Streptococcus pneumoniae, en groep A streptococci. Verder kunnen in zeldzamere gevallen andere bacteriën, mogelijk zelfs virussen en bij immunodeficiënte patiënten schimmels (bijv. candida) de ziekte uitlokken. Niet-infectieuze oorzaken kunnen ook voorkomen.
Bij veel ontstekingsprocessen in de keel is de epiglottis enigszins betrokken; wanneer de epiglottis door de ontsteking echter sterk opzwelt kunnen de ademhalingswegen afgesloten raken en kan de patiënt stikken. Epiglottitis is een medisch noodgeval waarbij onmiddellijke ziekenhuisopname nodig is. De verschijnselen lijken echter op die van pseudokroep, een veel voorkomende kinderziekte, die veel ouders de nodige schrik bezorgt.
Symptomen epiglottitis:
- hoge koorts met keelpijn, slikklachten (leidend tot kwijlen) en snel toenemende tekenen van een luchtwegobstructie
- stridor
- stem is helder
- kind ademt zeer voorzichtig en zit licht voorovergebogen met mond iets open (typische houding)
- wijziging van de typische houding kan leiden tot dodelijke obstructie van larynxuitgang door de gezwollen epiglottis.

Vaak zal een intubatie aangewezen zijn in het ziekenhuis om de ademhaling van de patiënt te verzekeren. In bepaalde gevallen kan een nood-coniotomie gevolgd door een chirurgisch geplaatste tracheostoma noodzakelijk blijken. De infectie wordt behandeld met antibiotica.
Epiglottitis kan, in tegenstelling tot laryngitis subglottica, op alle leeftijden voorkomen. De eerste president van de Verenigde Staten van Amerika, George Washington, is op 67-jarige leeftijd aan epiglottitis overleden.